# Juan José Lizarbe
Juan José Lizarbe Baztán (Olite, Navarra, 30 de enero de 1962) es un político y abogado laboralista español perteneciente al PSN-PSOE.

## Biografía
Licenciado en Derecho por la Universidad de Zaragoza. Licenciado en Ciencias del Trabajo por la Universidad de La Rioja. En 1983 se afilia a las JSN, UGT y el PSN-PSOE en Tudela, ciudad en la que residió desde la niñez.
En 1987, pasó a trabajar como abogado laboralista en el seno de la UGT de Navarra, llegando a ser Director de la Asesoría Jurídica de UGT de Navarra y Secretario de Acción Institucional de UGT de Navarra (1994-1996) y miembro del Comité Confederal de UGT de España. Fue el primer presidente del Tribunal Laboral de Navarra.

## Secretario General del PSN-PSOE
En septiembre de 1996 abandona su responsabilidades sindicales y se incorpora como vocal a la comisión gestora del Partido Socialista de Navarra (PSN-PSOE), dirección provisional formada tras la dimisión de Javier Otano Cid como Presidente del Gobierno de Navarra y secretario general del partido en junio de 1996. Fue elegido secretario general del PSN-PSOE en diciembre de 1997, aglutinando a la mayoría de los militante que le confiaron la recuperación del partido después de su mayor crisis histórica tras las dimisiones por escándalos de Gabriel Urralburu y el señalado Javier Otano.
Fue candidato en dos ocasiones a la presidencia del Gobierno de Navarra por el PSN-PSOE (1999 y 2003). Sin embargo, pese al aumento en número de votos, el PSN-PSOE no consiguió aumentar la representación conseguida en 1995 (11 escaños). Desde 1999 es parlamentario foral del Parlamento de Navarra, siendo portavoz del PSN-PSOE hasta 2004.
En junio de 2003 se inicia un movimiento interno en su contra en el seno del PSN-PSOE encabezado por su "número dos" Carlos Chivite Cornago y secundado por otros miembros de la dirección del partido y cargos institucionales. En julio de 2004, en el VIII Congreso del PSN fue derrotado por Carlos Chivite que fue elegido nuevo secretario general del PSN-PSOE. En dicho Congreso fue elegido miembro del Comité Federal del PSOE por un periodo de cuatro años. En septiembre de 2004, a indicación de Carlos Chivite, dimitió como portavoz del Grupo Parlamentario Socialista del Parlamento de Navarra. En las elecciones autonómicas de 2007 renovó su acta de parlamentario.

## Etapa después de la secretaría general
Desde su salida como secretario general en 2004 fue partidario del entendimiento del Partido Socialista de Navarra y el PSOE con las fuerzas progresistas en todos los ámbitos territoriales frente a la postura de acercamiento a UPN propuesta por la dirección regional del PSN-PSOE encabezada por Carlos Chivite. En este contexto, formó parte de un grupo interno de reflexión surgido tras las elecciones de 2007 denominado Foro Socialista por el Cambio. 
Durante el proceso congresual del PSN-PSOE de 2008, junto con otros miembros de Foro, apostó finalmente por la candidadura de Roberto Jiménez Alli, referente del sector oficial tras el fallecimiento en el cargo de Carlos Chivite) y que en 2007 se había mostrado abiertamente contrario al pacto con Nafarroa Bai, lo que causó importantes diferencias entre los participantes en el Foro,[cita requerida] algunos de los cuales apoyaron la candidatura alternativa de Amanda Acedo. Finalmente Jiménez Alli fue elegido secretario general del PSN-PSOE, mientras que Lizarbe fue elegido miembro del Comité Regional.
En las elecciones al Parlamento de Navarra de 2011 volvió a salir elegido parlamentario foral y, tras la entrada del PSN-PSOE en el Gobierno de Navarra en coalición con UPN, fue elegido portavoz del Grupo Parlamentario Socialista.
En 2012, en el X Congreso del PSN-PSOE, fue elegido miembro de la Comisión Ejecutiva Regional (de la que no formaba parte desde su salida de la secretaría general, en 2004) como secretario del área económica.